# 那須凜
那須 凜（なす りん、1994年10月12日 - ）は、日本の女優。東京都出身。身長164cm。劇団青年座所属。

## 来歴
女優の那須佐代子と、劇作家・俳優・演出家の大村未童の間に次女として誕生。妹は画家の那須佐和子。
東京都立富士高等学校在学中に文化祭の劇に出演したことをきっかけに演劇を志す。劇団青年座出身の母の後押しもあり、高校卒業と同時に同劇団研究所に39期生として入所。2015年4月、劇団青年座に入団。
『アルビオン』『春の終わりに』『ザ・ドクター』での演技により、第29回読売演劇大賞にて新人を顕彰する杉村春子賞を受賞。このうち、『春の終わりに』は自身が企画、父が作・演出、妹が美術を担当し、母が支配人を務めるシアター風姿花伝で上演した作品である。

## 出演

### 舞台
- 無垢なもの(2016年、シアター風姿花伝)[1]
- フォーカード（2016年4月15日 - 24日、紀伊國屋ホール）[5]
- お日様にかえろう(2016年6月2日 - 5日、シアター風姿花伝[6]
- 横濱短篇ホテル(2016年9月16日 – 12月22日、全国公演)[7]
- アラタナヒト(2017年2月23日 - 26日、KISYURYURI THEATER)[8]
- わが兄の弟（2017年4月7日 - 16日、紀伊國屋ホール）[9]
- いっそ生きたい(2017年6月29日 - 7月1日、KISYURYURI THEATER)[10]
- 宇宙の友達(2017年、KISYURYURI THEATER COMPANY)[1]
- 無垢なモノ(2017年9月28日 - 10月1日、KISYURYURI THEATER)[11]
- ミューズ (2017年12月17日 - 23日、KISYURYURI THEATER)[12]
- 追想のエレジー(2018年5月24日 - 27日、シアター風姿花伝)[13]
- KENJIの妹 (2018年11月29日 - 12月8日、KISYURYURI THEATER)[14]
- 横濱短篇ホテル(2018年、地方公演)[15]
- 砂塵のニケ(2018年3月23日 – 31日、青年座劇場)[2]
- ４センチメートル(2019年1月24日 - 27日、ラポールシアター)[1]
- リア王(2019年5月23日 - 6月1日、KISYURYURI THEATER)[16]
- 横濱短篇ホテル(2019年、地方公演)[17]
- 人形の家パート2(2019年8月9日 - 9月1日、紀伊國屋サザンシアターTAKASHIMAYA / 9月6日、7日、北九州芸術劇場 中劇場 / 9月11日、富山県民会館ホール / 9月14日 - 16日、ロームシアター京都サウスホール / 9月20日、メディキット県民文化センター（宮崎県立芸術劇場）・演劇ホール / 9月23日、穂の国とよはし芸術劇場PLAT 主ホール / 9月26日、電力ホール)[18]
- まじめが肝心(2020年1月24日 – 30日、恵比寿・エコー劇場)[19]
- 砂塵のニケ(2020年9月4日 - 10月15日、全国公演)[20]
- 春のとまりを知る人ぞなき(2020年、青年座動画工房(配信))[1]
- Mercy Duology(2021年、3月9日 - 15日、ENGISYAアトリエ)[21]
- Mercy Trilogy(2021年4月28日 - 5月5日、アトリエファンファーレ東新宿) [22]※新型コロナウイルスによる緊急事態宣言の影響により中止
- ポルノグラフィ（2021年4月16日 - 18日、KAAT 中スタジオ）[23]
- アルビオン（2021年5月21日 - 30日、俳優座劇場）[24]
- 春の終わりに（2021年7月6日 - 12日、シアター風姿花伝）[3]
- 湊横濱荒狗挽歌〜新粧、三人吉三。（2021年8月27日 – 9月12日、KAAT 大スタジオ）[25]
- ザ・ドクター（2021年10月30日、31日、彩の国さいたま芸術劇場 大ホール / 11月4日 - 28日、PARCO劇場 / 12月2日 - 5日、兵庫県立芸術文化センター 阪急 中ホール / 12月10日 - 12日、穂の国とよはし芸術劇場PLAT 主ホール / 12月18日、19日、まつもと市民芸術館 主ホール / 12月25日、26日、北九州芸術劇場 大ホール）[26]
- モンローによろしく(2022年2月3日 - 13日、座・高円寺1)[27]※新型コロナウイルスによる緊急事態宣言の影響により2月4日～13日公演中止
- ザ・ウェルキン（2022年7月7日 - 31日、シアターコクーン / 2022年8月3日 - 7日、森ノ宮ピロティホール）[28]
- 夜叉ヶ池（2023年5月2日 - 23日、PARCO劇場）[29]
- イザボー（2024年1月15日 - 30日、東京建物 Brillia HALL / 2月8日 - 11日、オリックス劇場） - ヨランド・ダラゴン 役[30][31]
- お目出たい人（2024年3月26日 - 31日、下北沢ザ・スズナリ）[32]
- ケエツブロウよ-伊藤野枝ただいま帰省中（2024年5月24日 - 6月2日、紀伊國屋ホール） - ノエ 役[33]
- 破門フェデリコ〜くたばれ!十字軍〜（2024年8月6日 - 9月1日、PARCO劇場 / 9月7日・8日、Niterra日本特殊陶業市民会館 ビレッジホール / 9月11日 - 16日、森ノ宮ピロティホール / 9月21日・22日、久留米シティプラザ ザ・グランドホール） - イザベル 役[34]
- 星の降る時（2025年5月10日 - 6月1日、PARCO劇場 / 6月8日、やまぎん県民ホール / 6月12日 - 15日、兵庫県立芸術文化センター 阪急中ホール / 6月21日・22日、キャナルシティ劇場 / 6月27日 - 29日、穂の国とよはし芸術劇場PLAT 主ホール）[35]
- サルメ版 黒い十人の女（2025年8月7日 - 13日〈予定〉、シアター風姿花伝）[36]
- 西に黄色のラプソディ（2025年10月20日 - 27日〈予定〉、吉祥寺シアター）[37]

### テレビドラマ
- 広域警察 第7作（2016年2月20日、テレビ朝日）[1]
- ギルティ〜この恋は罪ですか?〜 第1話（2020年4月2日、読売テレビ）[1]
- らんまん（2023年8月23日、NHK連続テレビ小説）[38]

### ラジオ
- フーちゃんのこと(2019年11月9日、NHK FMシアター)[39]
- 指の記憶(2020年12月12日、NHK シアター)[40]

### イベント
- 東京2020オリンピック競技大会 開会式[1]